# Řád svatého Benedikta
Řád svatého Benedikta (latinsky Ordo Sancti Benedicti, OSB) neboli obecně Řád benediktinů je nejstarší existující mnišský řád západního křesťanství. Řídí se Řeholí svatého Benedikta z Nursie z počátku 6. století, která byla sepsána pro mnišské společenství na Monte Cassinu.

## Historie řádu

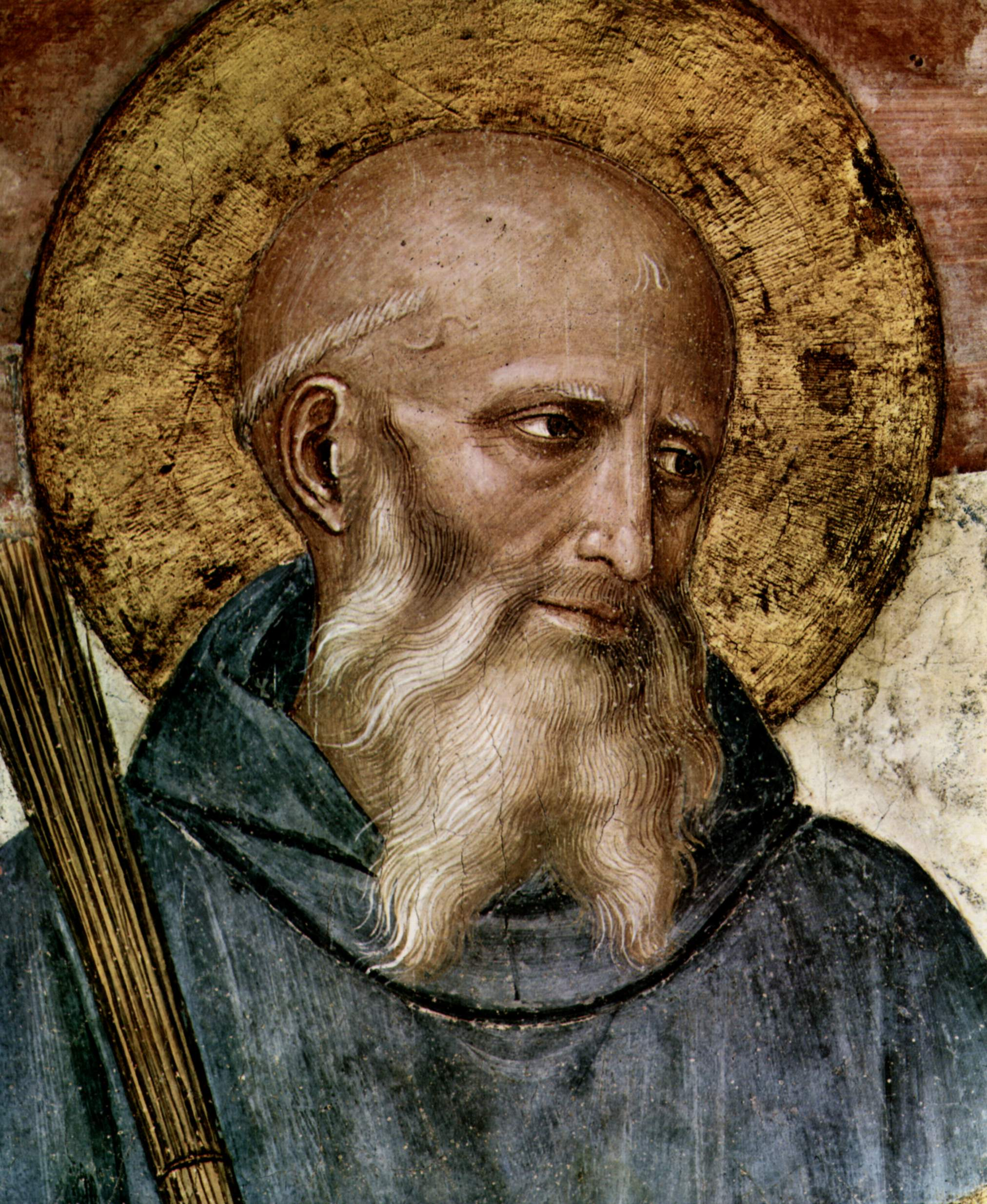
Svatý Benedikt z Nursie, freska Fra Angelica v chrámu sv. Marka, Florencie.

Svatý Benedikt z Nursie (lat. Benedictus Nursias) žil na přelomu 5. a 6. století ve střední Itálii. Jeho názory vycházely z mnišských názorů a víry, Benedikt však nesdílel jejich názor na osamocenost, která nepřináší křesťanské komunitě užitek. Shromáždil podobně smýšlející mnichy, založil de facto první klášter v Monte Cassinu a sepsal zde pravidla klášterního života Regula Benedicti – Řehole Benediktova. Odtud je také český název pro mnichy podléhající pravidlům klášterního života – řeholníci/řeholnice, což jsou ti, kdo dodržují určitou řeholi. Výraz řehole pak vychází z latinského výrazu regula = pravidlo). Řehole obsahuje v 73 článcích jednak teoretický a duchovní základ mnišství a jednak návod, jak by měli řeholníci žít a chovat se ve společenství. Mottem řádu se stalo heslo „Ora et labora“ – česky „Modli se a pracuj“.
Řehole svatého Benedikta se postupně rozšířila po celé Evropě. V 10. století se dostala také do Čech a v 11. století na Moravu. Její text podstatně ovlivnil historii, kulturu a spiritualitu křesťanského Západu. Papež Řehoř Veliký dal podnět k jejímu rozšíření na Britské ostrovy. Za císaře Karla Velikého byla přijata jako vzorová klášterní ústava v celé Římské říši. V roce 1336 vydal papež Benedikt XII. bulu nazývanou benediktinská, v níž zdůrazňuje řadu pravidel pro život v jednotlivých opatstvích, pojednává o řádovém rouchu, o studiu a postu.
Benediktinské kláštery stály u vzniku klášterní medicíny, která v nich vzkvétala až do 12. století.
Ve Francii v době revoluce byl řád, podobně jako mnoho dalších církevních institucí a staveb, zakázán a zničen. O jeho obnovu se zasloužil Dom Prosper Guéranger, iniciátor obnovy římské liturgie ve Francii, a autor Liturgického roku (L’Année liturgique), který byl impulsem pro liturgické hnutí.
Členové a členky benediktinského řádu v současné době žijí a pracují po celém světě.

## Mnišský život

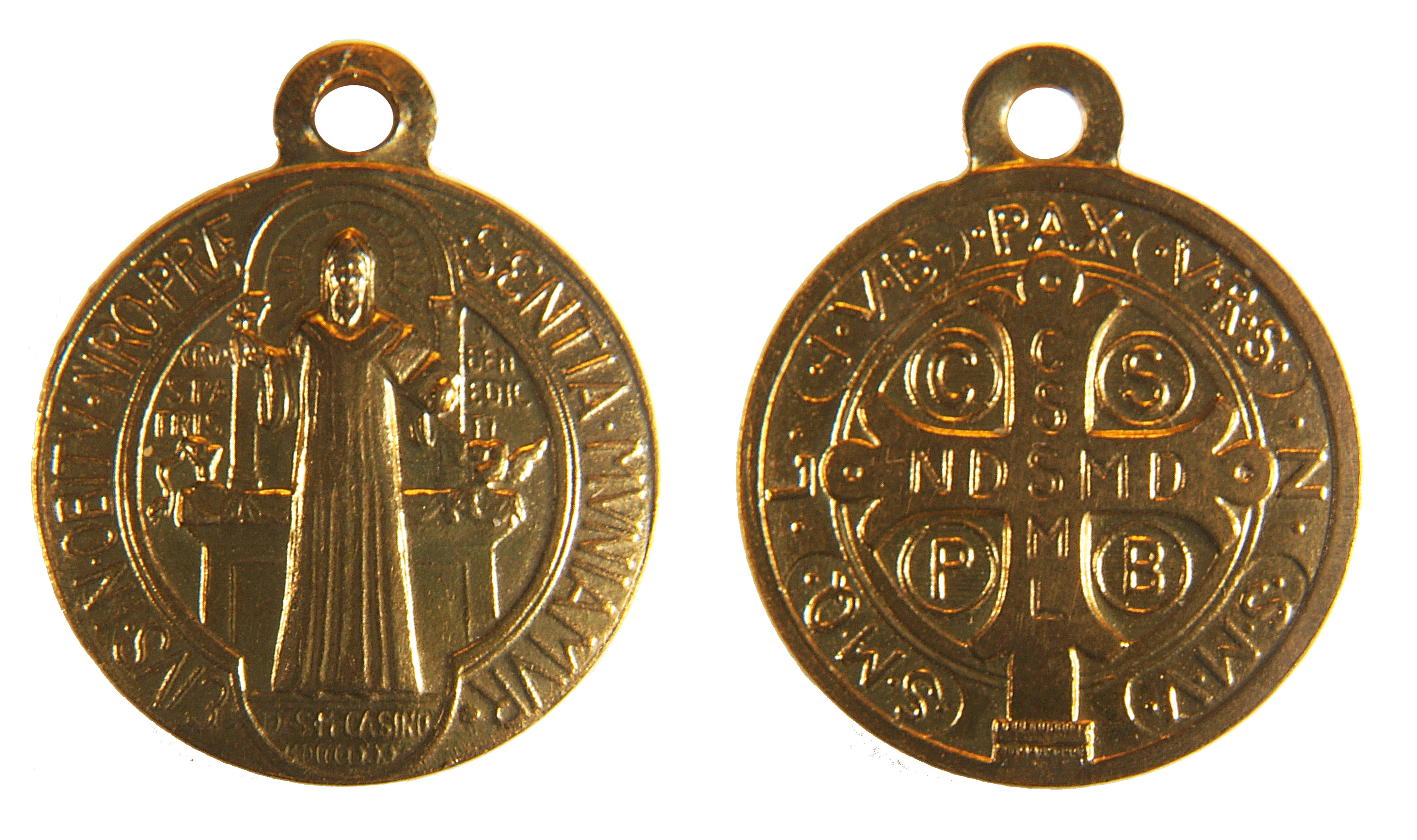
Medaile řádu

Při vstupu do kláštera musí uchazeč projít kandidaturou a noviciátem trvající každý přibližně rok. Po skončení noviciátu po dobu tří let skládá tzv. sliby jednoduché (nebo též časné). Teprve pak je připuštěn k tzv. slibům věčným (nebo též slavným) s celoživotní platností a stane se plnoprávným členem Řádu.
Každý klášter je samostatný a tvoří ho společenství bratří v čele s opatem. Kláštery se z praktických důvodů sdružují v kongregace. Benediktinské kláštery v českých zemích a chorvatský klášter v Ćokovaci jsou takto spojeny do Slovanské benediktinské kongregace sv. Vojtěcha, která vznikla v roce 1945. Souhrnem jednotlivých benediktinských kongregací je benediktinská konfederace v čele s opatem primasem sídlícím v Římě. Opat primas není generálním představeným, ale spíše reprezentantem Benediktinské konfederace před Svatým stolcem. Nemá žádnou přímou pravomoc nad jednotlivými kláštery.

## Benediktini vČesku
Nejstarší český benediktinský klášter byl ženský klášter svatého Jiří na Pražském hradě, jehož první abatyší od roku 976 byla dcera knížete Boleslava I. Mlada. Nejstarším mužským byl břevnovský klášter založený roku 993 nedaleko Prahy Boleslavem II. a pražským biskupem svatým Vojtěchem. Mezi další významné nejstarší benediktinské kláštery patřil klášter Ostrov u Davle a Sázavský klášter.
K dalším významným klášterům patřily v Čechách kladrubský klášter u Stříbra, postoloprtský klášter Porta Apostolorum, broumovský klášter, na Moravě klášter Rajhrad u Brna (dle tradice založený roku 1045) a klášter Hradisko u Olomouce.